# Heraclea Pòntica
'Heraclea Pòntica (llatí Heracleia Pontica) fou una ciutat de la costa del Euxí o mar Negra, al Pont, prop de Bitínia (com que el seu territori va incorporar part de Bitínia fou també esmentada com a Heraclea de Bitínia). Era al país dels Mariandyni i fou una colònia de Mègara creada conjuntament amb Tanagra (ciutat de Beòcia), a poca distància al nord del riu Licos. La ciutat tenia dos bons ports, un d'aquests artificial. També rebé els noms de Bitinium, Claudiòpolis, probablement des del segle ii. Durant l'Imperi Romà rebé el nom d’Honorias, atribuït per Teodosi II el Jove en honor del seu oncle Honori.
Es creu que fou el lloc on va néixer Antínous, el favorit d'Hadrià. Pausànies diu que Bitinium era darrere, segurament a l'est, del riu Sangari. Durant l'Imperi fou reanomenada Claudiòpolis, Més tard Teodosi II l'anomenà Honorias.

## Història
La ciutat va arribar aviat a un alt grau de prosperitat i va reduir a subjecció els mariandyni i va adquirir la supremacia sobre altres ciutats gregues de la rodalia; al temps de la seva màxima prosperitat dominava el territori entre el Sangari a l'oest i el Partenios a l'est. Inicialment fou governada per l'aristocràcia, però quan van començar les lluites amb els demòcrates, va acabar imposant-se la tirania essent el primer Clearc el 364 aC.
La història de la ciutat la va escriure Memnó d'Heraclea, i la va recollir el romà d'Orient Foci. Comença amb l'adveniment de Clearc. El que segueix és la seva traducció catalana lleugerament reduïda i amb petits aclariments.

### Periode clàssic i hel·lenístic
El primer tirà de la ciutat fou Clearc (364-353 aC) un filòsof de l'escola de Plató i que durant quatre anys havia estat deixeble del retòric Isòcrates d'Atenes. Amb el poder es va tornar arrogant i es va fer dir «fill de Zeus»; les seves tendències sexuals eren poc clares i Memnó diu que es tenyia la cara amb tints artificials, l'adornava amb tota mena de coses per fer-la aparèixer més femenina i es vestia de manera que semblés elegant; a més, es va tornar violent i desagraït i va exercir una forta repressió; no obstant això, cal dir que fou el primer que va establir una biblioteca. Clearc va enviar diverses ambaixades al rei Artaxerxes II de Pèrsia Memnon (404 aC-358 aC) i al seu fill Artaxerxes III de Pèrsia Ocus, (358 aC-338 aC).
Es van tramar diversos complots contra ell, però se'n va sortir de tots fins que Quió, fill de Matris, un home magnànim parent del tirà, es va aliar a Lleó, Euxenó i molts d'altres. Clearc fou ferit greu d'un cop d'espasa per Quió quan estava fent un sacrifici als déus i va morir de la ferida al cap de dos dies quan tenia 58 anys i després de 12 de tirania. Segons Memnó, Quió va patir greus remordiments, però també diu que els conjurats van morir gairebé tots, alguns per obra de la guàrdia personal del tirà al moment dels fets i d'altres agafats més tard, i morts després de ser torturats. El poder va passar a son germà Sàtir (Satyros) nominalment com a regent de Timoteu i Dionís, els dos fills de Clearc.
Sàtir va sobrepassar el seu germà en crueltat; no solament va prendre venjança contra els conjurats que havien mort Clearc, el qual era normal, sinó que es va revenjar sobre els fills o parents propers; no estava interessat ni en la filosofia, ni en cap ciència o art, i Memnó diu que només li interessava matar i no volia saber res que fos civilitzat. Però fou extremadament fidel al seu germà i, tot i que tenia una dona a la que estimava, va decidir no tenir fills amb ella per assegurar la successió dels seus nebots.
Ja vell, Sàtir va abdicar el poder (345 aC) a favor del seu nebot de més edat, Timoteu. Poc temps després, afectat per una infermetat incurable, va morir quant tenia 65 anys, després d'haver governat set anys.
Timoteu va fer algunes reformes democràtiques, i ja no fou anomenat tirà pels ciutadans, sinó benefactor i salvador. Va alliberar els innocents, i fins i tot alguns culpables, de les presons; fou un jutge estricte però humanitari, i va tenir una naturalesa bondadosa. Va pagar als prestadors els deutes personals amb diners personals, i va donar préstecs sense interès als necessitats. Es va cuidar del seu germà Dionís com un pare, i el va associar al govern, i després el va designar successor. Fou també brau en la guerra i generós en els tractats de pau, i en general fou magnànim i noble de cos i esperit. A la seva mort fou plorat pel poble. El seu germà Dionís va cremar el seu cos i es van celebrar carreres de cavalls i obres de teatre, corals i jocs esportius en el seu honor.
Dionís va incrementar el seu poder; la victòria d'Alexandre el Gran sobre els perses li deixava el camí lliure a l'expansió a la que abans el poder de Pèrsia s'hagués oposat. Els exiliats de la ciutat van enviar una ambaixada a Alexandre demanant el restabliment de la democràcia a Heraclea. Dionís quasi va perdre el poder - i l'hauria perdut del tot sinó hagués estat molt llest - mostrant el favor del seu poble i buscant el de la reina Cleòpatra de Macedònia. Així va poder conservar el poder, cedint algunes vegades a les peticions dels rivals, demorant les accions, o prenent mesures contra ells segons fos el cas.
Quan Alexandre va morir a Babilònia, Dionís va erigir una estàtua de celebració; al rebre la notícia va tenir el mateix efecte que tindria un xoc brutal, i va patir un col·lapse temporal. Els exiliats van demanar al regent Perdicas d'Orèstia que seguís la mateixa política que Alexandre, però Dionís va seguir també la mateixa política i va continuar escapant els perills. Perdicas fou assassinat ben aviat pels seus propis homes i les esperances dels exiliats es van esgotar.
Dionís es va casar per segon cop amb Amastris, la filla d'Oxatres o Oxiatres, el qual era germà de Darios III de Pèrsia. La filla de Darios, Stateira, s'havia casat amb Alexandre; per tant, Stateira i Amastris eren cosines germanes i a més s'havien criat juntes i s'estimaven molt. Quant Alexandre es va casar amb Stateira, va donar Amastris en matrimoni a Cràter, un dels seus generals i amics, però a la mort del conqueridor, Cràter es va casar amb Fila, la filla d'Antípater, i Amastris, amb consentiment del seu exmarit, es va poder casar amb Dionís d'Heraclea. El matrimoni va aportar seguretat i riquesa a Heraclea i a Dionís en particular, que va posar al seu servei l'equip que havia servit el tirà Dionís de Siracusa, que acabava de perdre el poder. Dionís va donar suport a Antígon el borni, quan estava assetjant Xipre, i com a agraïment, la seva filla (del primer matrimoni) es va poder casar amb Ptolemeu, nebot d'Antígon i general de les forces del Hel·lespont. Després de l'enllaç Dionís va abandonar el títol de tirà i va adoptar el de rei (322 aC).
En endavant, lliure de tot perill, va viure a la seva cort una vida de continuada luxúria i va esdevenir gros i inflat de manera poc natural, perdent l'atenció en el govern de l'estat; quan s'adormia era difícil de despertar-lo i calia recórrer a punxar-lo amb dos agulles grans. Dionís va tenir tres fills amb Amastris: dos fills Clearc i Oxatres i una filla de nom també Amastris (coneguda com a Amastrina). Al morir als 55 anys, va deixar el govern com a regent a la seva dona Amastris, juntament amb un consell de fidels, ja que els dos fills eren massa joves. Havia governat des de vers el 336 aC fins vers el 306 aC. Fou conegut com a Dionís el bo pel seu caràcter, i el poble va considerar una pèrdua la seva mort.
Amastris va governar tenint al darrere Antígon el borni. Però quan aquest va començar la lluita final i va morir el 305 aC, Lisímac de Tràcia va assolir el protectorat d'Heraclea i de fet la regència, i es va casar amb Amastris (302 aC). Durant un temps va estar molt enamorat i va romandre al seu costat de lluna de mel, però els esdeveniments militars el van obligar a marxar, i va deixar Amastris a Heraclea i se'n va anar a la guerra. Quan va poder, va cridar Amastris perquè es reunís amb ell a Sardes, on altra vegada li va mostrar el mateix amor apassionat, però al cap d'un temps l'atenció de Lisímac va passar a la filla de Ptolemeu Filadelf (després Ptolemeu II Filadelf d'Egipte). Amastris, assabentada, el va abandonar i va tornar a Heraclea on va assolir les regnes del poder. Lisímac la va repudiar. Fou llavors que va fundar la ciutat d'Amastris a Paflagònia, que va donar nom al riu que passava per la ciutat.
Després del 300 aC Clearc va arribar a l'edat adulta i va esdevenir governant de la ciutat; el seu germà Oxiatres va ser associat poc després al govern. Clearc va lluitar a nombroses guerres com aliat d'altres o defensant els seus dominis; en una de les guerres, com a aliat de Lisímac en contra dels getes, ambdós foren capturats per aquests; Lisímac fou alliberat pel noble rei geta i més tard es va assegurar l'alliberament del seu aliat. Ni Clearc ni Oxiatres foren governants estimats; la seva manera de tractar els súbdits era poc bondadosa i van fer tota mena de crims. El seu crim més horrible fou l'assassinat de la seva mare Amastris, que des ja feia anys no interferia en el govern del país, la qual fou ofegada a la mar, fent enfonsar el vaixell en el qual anava (288 aC).
Quan Lisímac es va assabentar de la mort d'Amastris, per la qual havia sentit una gran passió, la va voler venjar. Lisímac era llavors rei de Macedònia i Tràcia. Com a tal, va fingir mantenir la mateixa amistat amb Clearc i Oxatres, que sovint havien estat els seus aliats. Va recórrer a tota mena de trucs per dissimular els seus designis (doncs era mestre per dissimular les seves intencions) i va arribar a Heraclea amb l'excusa d'aprovar la successió al tron. Una vegada allí, es va treure la mascara i va matar Clearc primer i després Oxatres. La ciutat fou declarada sota la seva protecció i es va emportar el seu tresor que els successius tirans havien acumulat; políticament va permetre als ciutadans establir la democràcia, i va abolir el regne.
Lisímac va quedar meravellat de com havia governat Amastris i havia augmentat la importància i poder del regne. Va engrandir la ciutat i va fer ofrenes per les ciutats de Tios i Amastris. Arsinoe, la seva dona, va sentir desitjos de governar la ciutat i va demanar el govern al seu marit, però aquest l'hi va refusar dient que li demanava massa, però al cap d'un temps, com que Arsinoe continuava demanant el mateix, finalment l'hi va concedir, doncs l'edat l'havia tornat més manejable. Arsinoe va enviar a la ciutat Heracleides de Cyme, un home que li era fidel i que era despietat i astut i un planificador hàbil i agut; va governar la ciutat en nom d'Arsinoe amb mètodes estrictes, llançant acusacions contra molts ciutadans als quals va castigar i els va privar de les seves fortunes.
Lisímac va matar el seu fill Agàtocles (d'un anterior matrimoni), acusat per Arsinoe d'un complot. El germà d'Arsinoe, Ptolemeu, va perpetrar aquests fets, i per la seva follia fou anomenat Ceraune (el llamp). Aquest fet va treure a Lisímac el suport dels seus súbdits, perquè Agàtocles era molt apreciat; algunes ciutats es van revoltar. Seleuc I Nicàtor, assabentat dels fets, i considerant que podia enfonsar amb facilitat el poder de Lisímac, es va unir a les ciutats rebels. Lisímac va acabar morint en una batalla després de ser ferit per una llança que havia tirat un ciutadà d'Heraclea anomenat Malacó, que lluitava al costat de Seleuc. Aquest es va proclamar rei de Macedònia (tot i que no s'hi va poder mantenir molt de temps), i va consolidar el seu domini a Àsia Menor.
Quan a Heraclea es va saber la mort de Lisímac, i justament a mans d'un heracleu, la gent es va revoltar i es va proclamar la independència i la democràcia. Heracleides i les seves forces foren convidats a sortir de la ciutat, i si ho feien pacíficament se'ls garantia la seguretat i rebrien esplèndids regals. Heracleides, enfadat, va fer castigar alguns dels missatgers; però els heracleus van pactar amb els caps de la guarnició, als quals es va garantir la feina, el sou i els drets de ciutadania; els soldats van agafar llavors Heracleides i el van fer presoner. Llavors l'acròpoli fou destruïda i Phocritos fou nomenat governador, i una ambaixada fou enviada a Seleuc. Zipetes, el rei de Bitínia, enemic tant de Lisímac com de Seleuc, va aprofitar aquests moments per atacar Heraclea i va devastar el seu territori, però els seus soldats van patir també moltes baixes.
Seleuc va enviar Afrodísios a administrar les ciutats de Frígia i el Pont. Aquest va acomplir la comanda però al seu retorn va parlar malament d'Heraclea, ciutat on va acusar Seleuc de ser hostil. Aquest va amenaçar els ambaixadors de la ciutat i els va voler espantar, i un d'ells, de nom Camaleó, li va replicar "Heraclea és karron". Karron volia dir "la més forta" en dialecte dòric, expressió que Seleuc no va entendre. Seleuc va romandre enfadat sense que els ambaixadors poguessin esbrinar si era millor quedar-se o tornar. Quan això es va saber a la ciutat, es va suposar que esclataria la guerra i es van buscar aliats: Mitridates I del Pont (301 aC-265 aC) i les ciutats de Bizanci i Calcedònia. Els exiliats heracleus, dirigits per Nymphis, van retornar a la seva ciutat, i foren ben rebuts com a patriotes. En aquest moment d'unió es va restablir la constitució i es va tornar a la democràcia.
Seleuc havia retornat, ja vell, a la Macedònia que va deixar amb Alexandre quan era jove. Volia romandre allí els seus darrers dies i va deixar el govern d'Àsia al seu fill Antíoc. A la comitiva de Seleuc anava Ptolemeu II Ceraune, que era presoner de Seleuc però que, com a fill de rei, anava lliure i correctament vestit i equipat. Seleuc, per desempallegar-se d'ell, li va prometre que li donaria el regne d'Egipte quan el seu pare morís. Però Ptolemeu no se'n refiava i complotava, i un dia va assassinar Seleuc. Llavors es va dirigir a cavall amb els seus seguidors cap a Lisimàquia, on es va coronar i va reunir l'exèrcit que li va jurar fidelitat.
Assabentat del que havia passat, Antígon Gonàtes, fill de Demetri Poliorcetes, va voler anar a Macedònia amb un exèrcit i una flota, per enderrocar Ptolemeu, el qual es va preparar a resistir amb la flota que havia estat de Lisímac, entre ells alguns vaixells enviats des d'Heraclea, i entre els quals un de principal que portava 800 homes a cada costat (és a dir en total 1600) i 1200 soldats a la coberta. Tot i que aquest vaixell fou enfonsat, la victòria fou per la flota de Ptolemeu Ceraune. Antígon es va retirar a Beòcia i Ceràune es va assegurar el control de Macedònia. Llavors es va casar, com era tradicional a Egipte, amb la seva germana Arsinoe, la vídua de Lisímac, i va fer matar els fills que aquesta havia tingut amb Lisímac; potser a causa d'això i d'una possible oposició de la reina, poc després Arsinoe fou expulsada de Macedònia.
Durant dos anys que va governar Ceràune va fer tota mena de crims. Llavors una banda de gals empesos per la gana va envair el país; Ceràune els va anar a combatre, però el seu elefant fou ferit i capturat viu pels gals i executat (279 aC). Antígon Gonatès, fill de Demetri, va tornar aviat a Macedònia (277 aC) i en fou reconegut rei després dels breus intents de Meleagre (279 aC), Antípater II Etèsies (279 aC) i Sostenes (titulat comandant de l'exèrcit, 279 aC -277 aC).
Antíoc, fill de Seleuc, va trigar uns anys a restablir el seu control sobre l'Àsia després de la mort del seu pare. Encara no tenia tots el dominis paterns quan va enviar el general Patrocles amb un destacament de l'exèrcit a les muntanyes del Taure, amb plens poders. Patrocles va nomenar Hermògenes, d'una destacada família d'Aspendos, com a encarregat d'atacar Heraclea i altres ciutats oposades a Seleuc. Els heracleus van enviar una ambaixada a Hermògenes i van fer un pacte amb ell, de manera que es va retirar del territori de la ciutat i va marxar per Frígia cap a Bitínia. Hermògenes va caure en una emboscada dels bitinis i va morir amb quasi tot el seu exèrcit. Després d'això Antíoc va decidir una expedició contra Bitínia, i el rei Nicomedes va enviar delegats a Heraclea per demanar l'aliança de la ciutat, la qual va obtenir a canvi de la promesa d'ajut quan les circumstàncies foren desfavorables a Heraclea.
Poc temps abans, els heracleus, que gastaren molts diners, havien recuperat Cieros i Tios i especialment el territori d'aquesta darrera, però van fracassar en la recuperació d'Amastris i les ciutats orientals. Èumenes, que dominava Amastris, va preferir entregar la ciutat, sense res a canvi, a Ariobarzanes III del Pont (265 aC-vers 240 aC) abans que acceptar els diners que els heracleus li donaven per recuperar-la. Amb Zipetes de Bitínia, l'antecessor de Nicomedes, van estar en guerra per la possessió de Tínia (Thynia), a Tràcia; molts heracleus van morir a la guerra lluitant contra els bitinis. Zipetes els va derrotar completament, i quan un exèrcit aliat dels heracleus va arribar al lloc, Zipetes va actuar amb deshonor i va evitar la batalla; els heracleus van poder cremar els cossos dels seus morts.
La guerra va esclatar entre el selèucida Antíoc I Soter (281 aC-261 aC) i el rei de Macedònia Antígon II Gònates (277 aC-274 aC i 272 aC-239 aC). Nicomedes, rei de Bitínia des del 281 aC, va combatre al costat d'Antígon II. Aviat Antíoc, després dels xocs inicials amb Antígon, va iniciar la guerra contra Bitínia; Nicomedes va enviar ambaixadors a Heraclea per fer valer el tractat d'aliança recíproc i la ciutat li va enviar 13 trirrems, gràcies als quals es va poder oposar a la flota selèucida, doncs aquesta no es va decidir a atacar, i després d'observar-se algun temps, les dues flotes van retornar a les seves bases sense lluitar.
Vers el 279 aC els romans d'Orient van demanar ajut als seus aliats, entre ells Heraclea, contra els gals, que assolaven el seu territori. Els heracleus van ajudar Bizanci amb quatre mil peces d'or, que era l'ajut econòmic que Bizanci demanava. Nicomedes va fer un pacte amb els gals que atacaven Bizanci: en virtut d'aquest canvi, Bizanci, que dominava l'estret del Bòsfor, els va permetre creuar Àsia, però amb la condició d'enfrontar-se amb el germà rebel de Nicomedes de Bitínia, que dominava el sud del país; i sempre com aliats de Nicomedes i del seu fill, i aliats de Bizanci, ciutat on no podrien combatre en el futur, i l'haurien de servir com aliats. No podrien fer aliances amb cap estat sense permís de Nicomedes; els gals serien aliats dels aliats de Nicomedes, i enemics dels seus enemics; serien també aliats de Tios, Heraclea, Calcedònia i Cieros, i d'alguns altres. Els gals tenien disset líders, dels quals els dos principals eren Leonarius i Luturius. Els seus primers combats foren a Bitínia, on van matar molts habitants. A aquestes lluites van participar la gent d'Heraclea al costat dels gals, que van compatir una part de les seves conquestes amb els heracleus. Els gals van fundar finalment Galàcia, que van dividir en tres parts per les tres tribus: Trogmi, Tolostobogii, i Tectòsages, fundant les ciutats d'Ancyra, Tàbia i Pessinus.
Nicomedes va fundar una ciutat que portava el seu nom (Nicomèdia) a l'altre costat d'Astacos, la colònia de Mègara que portava el nom d'un noble indígena sparti, ciutat que havia arribat al cim del seu poder un segle i mig abans durant el regnat a Bitínia de Dedalsos o Didalsos (vers 430 aC-390 aC). El seu successor fou Boteires, qui va morir amb 76 anys (vers el 377 aC) i el va succeir el seu fill Bas (vers 377 aC-326 aC), que va derrotar Calas, el general enviat per Alexandre, i va expulsar els macedonis. Va morir amb 71 anys després de regnar uns 50 anys. El seu successor fou Zipetes, excel·lent guerrer que va derrotar un dels generals de Lisímac i en va expulsar un altre del seu regne; després va derrotar el selèucida Antíoc I i va fundar la ciutat de Zipotea als peus de la muntanya Lyparos. Va morir amb 76 anys després de regnar durant uns 48 anys (326 aC-281 aC), deixant quatre fills, dels quals el més gran, Nicomedes, el va succeir, i fou cruel amb els seus germans (Zibees es va revoltar i va dominar el sud del país per un parell d'anys 280 aC-278 aC, fins que fou derrotat pels gals).
Poc després, la guerra va esclatar entre Bizanci, d'una banda, i Callatis, una ciutat que era colònia d'Heraclea, i Ístria, d'un altra. Els habitants de Callatis volien el monopoli del comerç a Tomis. Bizanci, al·legant el tractat amb Heraclea, va demanar la seva assistència; Callatis, com a colònia, va fer el mateix. Heraclea va enviar arbitres però no va refusar cap dels dos bàndols; l'intent de treva no es va concretar, però després d'algunes derrotes Callatis va haver d'acceptar la treva. Quan la treva va entrar en vigència, la ciutat ja difícilment es podia recuperar dels desastres patits.
Poc abans de morir Nicomedes de Bitínia va nomenar hereu els fills de la seva segona dona, Etazeta. Com que eren encara molt joves va nomenar Antígon II, Ptolemeu III Evergetes I i les ciutats de Bizanci, Heraclea i Cios, per exercir la regència. Zeiles, el seu germà (revoltat el 280 aC), o el seu fill (d'un primer matrimoni), exiliat a Armènia, va tornar quan va morir el rei (246 aC) i amb l'ajut dels gals tolostòbogis va reclamar el regne. Finalment, després de moltes lluites, es va acordar una treva i es va proposar que la vídua Etazeta es casés amb Zeiles i els fills d'Etazeta fossin els hereus. L'exèrcit del govern de Bitínia havia estat aixecat sobretot per les ciutats regents, entre elles Heraclea. Per això els gals, aliats de Zeiles, van assolar el territori heracleu arribant fins al riu Calles, i van fer considerable botí.
Bizanci va entrar en guerra contra Antíoc I i Heraclea va donar suport a la ciutat amb 40 trirrems, però finalment la guerra no va anar més enllà de les amenaces verbals.
Poc després Ariobarzanes del Pont va morir (vers el 240 aC) quan estava en plena guerra amb els gals. El va succeir el seu fill Mitridates II del Pont (vers 240 aC- vers 220 aC), que era encara jove, i els gals van poder devastar el seu regne; Mitridates va demanar ajut a Heraclea, que va enviar aliments a Amisos amb els quals van poder fer front a les necessitats bàsiques; això va enfurismar els gals, que van tornar a atacar el territori d'Heraclea i el van devastar; els heracleus van enviar una ambaixada als gals dirigida per l'historiador Nymphis, que va aconseguir la pau a canvi de cinc mil monedes d'or per l'exèrcit gal i 200 monedes per a cadascun dels seus líders.
En aquest temps Ptolemeu d'Egipte havia arribat a un grau molt alt de prosperitat i va decidir de fer regals a algunes ciutats: als heracleus els va donar 500 artabes de gra, i va construir a l'acròpoli de la ciutat el temple d'Hèracles amb marbre proconnèsic.
Quan Roma va entrar en guerra contra Antíoc III el Gran (223 aC-187 aC), Heraclea va enviar una ambaixada als generals de Roma, que fou acollida amb amabilitat. Publius Aemilius els va donar una carta que garantia l'amistat del senat amb la ciutat i els assegurava l'atenció adequada. Després la ciutat va enviar ambaixadors a Lluci Corneli Escipió l'Africà per confirmar l'aliança ja concertada. Més tard va enviar altres ambaixadors intentant reconciliar els romans amb Antíoc, i a aquest li van enviar una petició perquè es fes amic dels romans. Lluci Corneli Escipió i el seu germà Publi (comandant de la flota) van escriure als heracleus garantint les bones intencions de Roma. La guerra va acabar amb la desfeta d'Antíoc i la pèrdua de l'Àsia Menor i dels seus elefants i flota, a més de la pèrdua de fet de Commagena i Judea.
Després de la guerra, Heraclea va tornar a enviar ambaixadors als romans, que foren rebuts amb igual amabilitat que abans. Un tractat entre Roma i Heraclea va establir no solament l'amistat entre els dos estats sinó també que lluitarien com a aliats contra els enemics de qualsevol dels dos si algun d'ells ho demanava. El tractat fou gravat amb bronze i un exemplar es va posar al temple capitolí de Zeus (Júpiter) i l'altre al temple de Zeus d'Heraclea.
Abans dels 190 aC el rei de Bitínia Prúsies I Kholos el coix (228 aC- vers180 aC) va atacar Cieros (que pertanyia a Heraclea) i la va ocupar juntament amb altres ciutats. Cieros va rebre el nom de Prusa (del rei Prúsies). El rei també va ocupar Tios, una altra ciutat dels heracleus, i el territori de la ciutat va quedar rodejat pel regne de Bitínia per tots els costats menys per la mar. Heraclea fou assetjada i molts heracleus van morir a la lluita. La ciutat estava a punt de caure quan Prúsies fou ferit per una pedra tirada des de les muralles, que li va trencar la cama, i a causa d'aquesta ferida el setge fou aixecat. Prúsies va tornar al seu regne on va morir un temps després. La ferida feta a Heraclea va fer que fos conegut com "el coix". El va succeir Prúsies II Kynegos el casador (vers 180 aC-149 aC).
Encara abans del 189 aC els gàlates, que volien un accés a la mar, van intentar ocupar Heraclea, molt debilitada per la darrera lluita amb Bitínia. Els gàlates van marxar contra la ciutat amb totes les seves forces i les heracleus van buscar totes les aliances possibles. La ciutat va quedar assetjada però, a les poques setmanes, als gàlates els van mancar subministraments, ja que no havien preparat bé la campanya.; quan van deixar el camp per anar a buscar aliments, els heracleus van fer una sortida inesperada, van conquerir el camp dels assetjadors i van matar molts gals expulsant a la resta cap als terrenys propers; només un terç dels gàlates va poder tornar a Galàcia. Això va donar confiança als heracleus pel futur.

### Període romà
Va seguir després la guerra entre Roma i Mitridates VI Eupator del Pont (121 aC-63 aC) que va esclatar quan aquest darrer va ocupar Capadòcia capturant al seu nebot Arates o Ariarates (Ariarates VI Epifanes o Filopator, 130 aC-116 aC), trencant un acord de treva, i el va matar amb les seves pròpies mans. Ariarates VI era fill d'Ariarates V Eusebes o Filopator (163 aC-130 aC) i d'una germana de Mitridates. Aquest darrer havia arribat al tron amb només 13 anys i durant tota la seva vida fou un conegut executor: primer va matar la seva mare, que per decisió del pare exercia la regència durant la seva minoria d'edat; després va fer la guerra als prínceps de la regió del riu Phasis i va eixamplar el seu regne fins al Caucas, cosa que el va fer tornat presumptuós. Els romans van emetre un decret obligant-lo a retornar als reis escites els seus dominis ancestrals ocupats i, encara que Mitridates va obeir, es va aliar amb parts, medes, Tigranes II d'Armènia, gàlates i ibers. Quan el romans van nomenar rei de Bitínia a Nicomedes IV Filopator (91 aC-74 aC) Mitridates va donar suport al seu germà Sòcrates, anomenat Crestus, que per dues vegades va dominar el regne (90-89 aC i 88-84 aC) però Nicomedes se'n va sortir amb ajut dels romans.
Més tard, quan Sul·la i Gai Mari lluitaven pel poder de Roma, Mitridates va enviar el seu general Arquelau amb quaranta mil soldats d'infanteria i deu mil cavallers contra Bitínia. Arquelau va obtenir la victòria i Nicomedes va haver de fugir. Després d'aquesta victòria Mitridates va enviar un exèrcit de cent cinquanta mil homes a Paflagònia dirigits pel general Menòfanes, on es va enfrontar a Manius, amb alguns soldats romans, ja que els soldats bitinis que eren amb ell van desertar. Manius fou derrotat i va fugir perdent totes les seves forces. Després Mitridates va entrar a Bitínia, on va ocupar totes les ciutats i el país sencer, sense oposició. Altres ciutats es van aliar al rei del Pont i algunes més foren conquerides. Només Rodes va romandre fidel a Roma. Mitridates els va fer la guerra per terra i mar però els rodis se'n van sortir i el mateix rei va estar a punt de ser capturat en una batalla naval. Llavors Mitridates va enviar ordres a totes les ciutats aliades per matar tots els ciutadans romans que hi residien, i es va produir una gran matança de romans que va costar la vida a unes vuitanta mil persones.
Erètria, Calcis i tota l'illa d'Eubea es van aliar a Mitridates juntament amb altres ciutats de Grècia. Els espartans foren derrotats i sotmesos. Roma va enviar el general Sul·la amb un fort exèrcit. Quan Sul·la va arribar a Àsia algunes ciutats van canviar de bàndol, i altres foren conquerides per la força. Un gran exèrcit del Pont fou derrotat per Sul·la; al mateix temps fou conquerida Atenes, aliada de Mitridates, que hauria estat destruïda si el senat no hagués aturat a Sul·la. Les lluites van tenir diverses alternatives, però les tropes del Pont van patir la manca de subministraments, doncs consumien tot el que tenien i no sabien conservar el que rebien. Per sort per Mitridates, el seu general Tàxiles va conquerir Amfípolis, el que va portar a la caiguda de tota Macedònia, d'on es van enviar subministraments pels pòntics.
Tàxiles i Arquelau van unir els seus exèrcits, que en total sumaven una seixanta mil homes, i es van establir a la Fòcida, esperant a Sul·la. Aquest va rebre reforços de Lucius Hortensius (uns sis mil homes) des d'Itàlia, i va acampar a una certa distància dels generals de Mitridates; un dia, inesperadament, Sul·la va atacar al camp pòntic molts presoners, i matà els que semblaven perillosos i perdonà els altres. Quan les tropes pòntiques que eren per la rodalia van tornar al camp sense saber res, el van trobar ocupat per l'enemic i foren completament derrotades.
Els habitants de Quios foren acusats per Mitridates d'ajudar els rodis, i el rei va enviar contra l'illa a Dorilaos, que va ocupar Quios que va donar a colons del Pont, enviant a la gent de Quios per mar cap al Pont. Heraclea era aliada de Quios, i en aquesta situació naus heracleues van atacar a les naus pòntiques que portaven els captius, i els van retornar a la seva illa. Heraclea va enviar subministraments a l'illa el que va permetre a la seva gent de recuperar-se.
El Senat va enviar contra Mitridates Valerius Flaccus i Fímbria, amb l'ordre de compatir el comandament amb Sul·la si aquest acceptava col·laborar amb el senat, però amb l'ordre de no fer-li la guerra. Flaccus va patir diverses contrarietats, com la manca d'aliments o pèrdues en batalles, però essencialment fou victoriós. Va entrar a Bitínia amb ajut de Bizanci, i va arribar a Nicea, on es va aturar. També Fímbria va creuar l'estret. Bona part de l'exèrcit preferia com a comandant a Fímbria. Flaccus es va queixar amargament a Fímbria i als principals comandants, però dos d'aquestos el van assassinar. El Senat va acusar Fímbria, però finalment va transigir amb ell i va acordar el seu nomenament com a cònsol i així Fímbria va esdevenir l'únic comandant de l'exèrcit. Després va ocupar algunes ciutats i va pactar amb d'altres.
El fill de Mitridates, acompanyat pels generals Tàxiles, Diofantos i Menandre, es va enfrontar a Fímbria. Inicialment els pòntics van tenir avantatge i el seu exèrcit era més gran que el romà, però Fímbria va decidir utilitzar un estratagema. Quan els dos exèrcits van arribar a un riu, es va produir una turmenta, i Fímbria, inesperadament, va llençar l'atac quan l'enemic descansava i en va matar molts abans que sabessin què estava passant. Una part de la cavalleria es va poder escapar, junt amb el mateix Mitridates, el seu fill, i altres; els fugitius es van dirigir a Pèrgam. Moltes ciutats, abans aliades del rei del Pont, van passar als romans.
Mari, de la facció romana dels populars, va recuperar el poder a Roma; Sul·la, per por de ser enviat a l'exili com un dels caps de la facció rival aristocràtica, va enviar delegats a Mitridates amb una proposta de treva que el rei va acceptar. Es va acordar una reunió per fixar els termes precisos de l'acord, reunió que es va fer a Dardània i a la qual Sul·la i Mitridates van assistir personalment. L'acord fou que Àsia Menor tornava a Roma i que Bitínia i Capadòcia tornaven als seus anteriors reis proromans, però Mitridates conservava el Pont com amic de Roma, i proveiria amb 80 trirrems i 3000 talents a Sul·la personalment, pel seu retorn a Roma; les ciutats que havien estat aliades a Mitridates no patirien cap mena de càstig (aquesta part del tractat els romans no la van acomplir i els habitants d'algunes ciutats foren empresonats i venuts com esclaus). Amb aquestes forces, Sul·la va tornar a Itàlia i Mari va haver de sortir de Roma. Mitridates va tornar al seu regne i va poder sotmetre alguns dels pobles que després de la seva derrota s'havien revoltat.
El senat va enviar com a comandant Murena. i Mitridates li va enviar una ambaixada presentant el tractat amb Sul·la i demanant la seva confirmació. Però els enviats, que eren quasi tots filòsofs grecs hostils de fet al rei, no es van presentar a Murena que en no tenir cap notícia del rei va iniciar de nou la guerra. Ariobarzanes I Philoromaios (95aC-94 aC, 92 aC-88 aC i 84 aC-63 aC) fou proclamat rei de Capadòcia i va fundar la ciutat de Licínia a la frontera del regne del Pont.
Mitridates i Roma van reclamar l'aliança d'Heraclea. Aquesta ciutat era favorable a Roma, però temia Mitridates, que era el seu veí, de manera que van contestar que en les grans guerres la ciutat amb prou feines podia fer més que defensar el seu territori i, per tant, no podien assistir-ne d'altres. Els consellers de Murena van considerar l'atac a Sinope i el començar una guerra pel control de la capital reial, perquè llavors seria fàcil conquerir la resta del regne; però el rei va protegir la ciutat amb una poderosa força i es va preparar per a la guerra. Als primers encontres, les forces pòntiques van tenir avantatge però després la situació es va igualar i l'entusiasme per la guerra a ambdós costats es va esvair. Mitridates es va dedicar a lluitar a la regió del riu Phasis i al Caucas, mentre Murena va romandre tranquil a Àsia Menor.
A la mort de Sul·la a Roma, el senat va enviar Marc Aureli Cotta a Bitínia i Lucul·le a Àsia, amb ordres de combatre a Mitridates. Aquest va reunir un exèrcit amb 400 trirrems i molts altres vaixells entre ells alguns de 50 rems i altres dels anomenats kerkuroi. Va enviar el general Diofantos Mitaros amb un exèrcit a Capadòcia per establir guarnicions en aquest regne i per prevenir un atac de Lucul·le des d'aquest costat. En total va mobilitzar 150.000 soldats d'infanteria, dotze mil cavallers i 120 carros, i un nombre semblant d'auxiliars. Va avançar per la Paflagònia Timonitis cap a Galàcia i en nou dies va arribar a Bitínia. Lucul·le va ordenar a Cotta, que era a Calcedònia, de fer-se a la mar amb tots els vaixells.
La flota de Mitridates va passar per Heraclea, però no fou admesa a la ciutat, encara que sí que fou proveïda amb els subministraments que van demanar. El comandant de la flota, Arquelau, va desembarcar i per sorpresa es va apoderar de Silenos i Sàtir, dos distingits caps locals, i no els va alliberar fins que va aconseguir que la ciutat li donés 5 trirrems com a contribució a la guerra. Això feu que Heraclea fos vista pels romans com a ciutat enemiga. Roma també va demanar contribucions a Heraclea, i recaptadors romans van arribar a la ciutat, però les seves demandes van enfurismar els heracleus; van enviar una delegació al senat demanant l'alliberament d'aquest pagaments però finalment foren convençuts per un dels homes més audaços de la ciutat de matar i fer desaparèixer els recaptadors, de manera que ningú sabés segur què els havia passat i que potser havien fugit amb els diners.
Les flotes de Roma i del Pont es van enfrontar no lluny de Calcedònia i al mateix temps els exèrcits de terra també es van enfrontar: Mitridates dirigia el seu exèrcit i Cotta, el dels romans; els bastarnes van derrotar els romans i en van matar molts, i una cosa semblant va passar a la batalla naval on també els romans foren derrotats. Els romans van perdre vuit mil mariners (i 4500 foren fets presoners) i 5300 infants. Al costat de Mitridates menys de mil soldats van morir. Quan Lucul·le, que era a la riba del riu Sangari, es va assabentar del desastre es va dirigir als seus soldats i els va animar a continuar la lluita amb la mateixa voluntat.
Mitridates se'n va anar cap a Cízic i va assetjar la ciutat però allí fou atacat per Lucul·le, que el va derrotar i va prendre venjança de l'anterior derrota; els pòntics van perdre milers d'homes i tretze mil foren fets presoners, però el setge de Cízic no fou aixecat. Els soldats de Fímbria, que pensaven que els caps romans els miraven com a traïdors per l'assassinat de Flaccus, van enviar un missatge a Mitridates oferint de desertar en una futura batalla. Mitridates va enviar el general Arquelau a confirmar l'acord però quan va arribar al quarter dels soldats de Fímbria, fou empresonat i els seus acompanyants morts. Mentrestant l'exèrcit reial va quedar desproveït i molts soldats van morir de fam i malaltia però el rei va continuar obstinadament el setge, fins que finalment, després de diversos combats menors, es va retirar sense assolir el seu objectiu. Va nomenar a Hermeos i Marios per dirigir a la infanteria (uns trenta mil homes) per terra i ell va iniciar el retorn per mar. Però els homes de terra que volien també embarcar, van abordar els trirrems tant els que anaven plens com els que no, i alguns vaixells es van enfonsar i d'altres van bolcar i molts homes van morir. Quan els defensors de Cízic van veure això van atacar a les exhaustes forces pòntiques i van ocupar el seu camp saquejant tot el que allí havia quedat. Lucul·le va seguir les restes de l'exèrcit de Mitridates fins al riu Aesepus, on els va atacar i va matar un gran nombre. Però Mitridates es va recuperar com va poder i va assetjar Perint, que no va poder ocupar, i va retornar a Bitínia.
Llavors va arribar Barba al capdavant de forces procedents d'Itàlia i el general Triarius va avançar i va assetjar Apamea que va resistir un temps, fins que finalment va obrir les portes als romans. Les tropes romans van entrar seguidament a Prusa (l'antiga Cieros), al peu del mont Olimp d'Àsia, els ciutadans de la qual li van obrir les portes. Des d'allí Triarius va dirigir les seves forces en direcció a la costa. Triarius va arribar a Nicea on hi havia una guarnició pòntica, però com que la ciutat era favorable als romans, els soldats es van retirar de nit cap a Nicomèdia, on era Mitridates, i els romans hi van entrar sense lluita. Nicea va prendre el nom d'una nàiade (una nimfa de riu), de nom Nicea, i fou fundada pels homes que van lluitar amb Alexandre el gran, que eren originaris de la regió anomenada també Nicea, a la Fòcida, després de la mort del conqueridor.
Cotta volia compensar anteriors fracassos i va avançar des de Calcedònia, escenari de la seva derrota, cap a Nicomèdia, on hi havia el rei del Pont. Va acampar prop de la ciutat, però va dubtar en lliurar batalla. Sense esperar a ser cridat, Triarius es va reunir amb Cotta i quan Mitridates es va retirar darrere els murs de Nicomèdia, els romans estaven preparats per assetjar-lo per dos costats. Mentre la flota pòntica fou derrotada en dues batalles que havia lliurat contra Lucul·le a Tenedos i a la mar Egea, i va veure que ja no tenia prou mitjans per oposar-se a Roma, es va retirar pel riu i, encara que algunes de les seves embarcacions fou destruïda per una turmenta, va arribar al riu Hypius amb quasi tots els seus vaixells; allí va passar l'hivern i llavors es va dirigir al seu antic amic, Lamacos, que havia aconseguit el poder de Heraclea, demanant la seva ajuda, i li va fer regals i promeses: Lamacos va acceptar de rebre el rei a Heraclea i entregar-li la ciutat, però com que el poble no era favorable a aquesta posició, va fer un banquet fora de la ciutat i va deixar les portes obertes; i aprofitant això, per la traïció de Lamacos, Mitridates es va fer amo de la ciutat, abans que la majoria dels ciutadans s'adonessin que havia arribat.
L'endemà el rei es va dirigir al poble amb paraules conciliadores, assegurant la seva bona fe, però va establir una guarnició de quatre mil homes dirigida per Connacorex, amb el pretext de defensar el poble d'un possible atac romà. Va repartir diners al poble, especialment als ciutadans més influents, i va partir en vaixell cap a Sinope. Els comandants romans Lucul·le, Cotta i Triarius havien convergit a Nicomèdia i van preparar la invasió del Pont, però quan es van assabentar de la caiguda d'Heraclea en mans del seu enemic van pensar que la ciutat havia canviat la seva aliança i no pas que havia estat una traïció, i van decidir que Lucul·le aniria contra el Pont per Capadòcia, mentre Cotta atacaria Heraclea, i Triarius encapçalaria la flota al Hel·lespont i Propòntida a l'espera dels vaixells que Mitridates havia enviat a Creta i Hispània. Mitridates per la seva banda va enviar missatgers al rei dels escites, al rei de Pàrtia, i al seu gendre Tigranes II d'Armènia; els dos primers no el van ajudar però el darrer, tot i que sempre havia ignorat les peticions de la seva esposa (filla de Mitridates) finalment va accedir a ajudar-lo i va formalitzar una aliança.
Mitridates va enviar els seus generals contra Lucul·le, i les lluites van tenir diferents resultats segons el moment, però en general foren favorables al romans. El rei va poder reunir un exèrcit de quaranta mil infants i vuit mil cavallers, i els va enviar sota comandament de Tàxiles i Diofantos com a reforç del primer exèrcit. Aquest exèrcit es va unir als primers mobilitzats i es van enfrontar amb els romans en petits combats diaris durant un cert temps; es van lliurar dues batalles de cavalleria, la primera guanyada pels romans, però la segona guanyada pels pòntics. Lucul·le va enviar una part dels seus homes a Capadòcia per obtenir subministraments i els generals pòntics van enviar allí una força de quatre mil infants i dos mil cavallers, que van atacar la força enviada per Lucul·le, però foren derrotats, i a més Lucul·le va enviar reforços, de manera que els pòntics, derrotats però no aniquilats, foren posats en fugida; en la seva persecució els romans van arribar al camp de Tàxiles i Diofantos i el van assaltar; els pòntics van poder rebutjar l'atac però van fugir sense esperar una nova envestida, amb Tàxiles i Diofantos al capdavant els primers. Els dos generals va comunicar personalment al rei la seva desfeta, en la qual bona part del seu exèrcit havia mort.
Després d'aquesta derrota Mitridates va fer matar les princeses reials per evitar que caigueren en mans dels romans, i es va escapar cap a Cabeira on es va refugiar sense que el poble conegués el seu parador. Però fou atacat allí per uns gàlates que no sabien qui era, i hagués estat capturat si no fos perquè es van trobar amb la mula que portava l'or i plata del rei i es van aturar per apoderar-se d'aquest tresor. Finalment Mitridates va poder arribar a Armènia.
Lucul·le va enviar a Marcus Pompeius en persecució del rei. El mateix Lucul·le es va presentar a Cabeira amb el seu exèrcit complet i va rodejar la ciutat. Finalment hi va entrar després que la guarnició acordés una treva i la rendició. Lucul·le va anar llavors a Amisos on va voler convèncer els habitants de fer-se aliats de Roma, però la ciutat no el va escoltar; Lucul·le va continuar fins Eupatòria, que va assetjar. Fingint una actitud negligent, va aconseguir que els assetjats es confiaren i súbitament va fer l'atac i va ocupar la ciutat que fou destruïda. Poc després Amisos fou conquerida de la mateixa manera, i molts dels seus habitants foren executats immediatament però Lucul·le va parar la matança, va restaurar la ciutat i el seu territori i els va tractar amb consideració.
Mitridates fou acollit a Armènia però Tigranes no el va voler rebre, si bé li va donar una guàrdia personal i una hospitalitat d'acord amb la seva dignitat. Lucul·le va enviar a Api Claudi com ambaixador davant Tigranes per demanar l'entrega del rei del Pont, però l'armeni s'hi va negar, al·legant que seria censurat per tothom si entregava al que era el seu sogre; també va escriure una carta a Lucul·le amb les mateixes raons, però la carta va fer enfadar el romà perquè no es va dirigir a ell com a "general" (en revenja perquè a una carta anterior de Lucul·le no havia tractat a Tigranes de "rei de reis").
Cotta va marxar contra Heraclea amb l'exèrcit romà. Primer es va dirigir a Prusa, que abans s'havia anomenat Cieros (del nom del riu que naixia a la seva rodalia), i des d'allí va arribar a la costa de l'Euxí (la mar Negra). Va seguir la costa i es va estacionar a la vista de les muralles d'Heraclea. Els habitants d'aquesta confiaven en la força de les seves muralles i quan la ciutat fou atacada, la guarnició pòntica i els heracleus els van rebutjar provocant fortes baixes als romans; la ciutat, però, va patir serioses destrosses pels projectils llançats pels atacants. Cotta es va replegar i va acampar a una certa distància i es va dedicar a impedir els subministraments a la ciutat; aviat la ciutat va mancar aliments i altres productes i va enviar delegats a les seves colònies demanant el proveïment a canvi de diners; les colònies van fornir a Heraclea el que necessitava.
Mentrestant, una mica abans del setge, Triarius, establert prop de Nicomèdia amb la flota romana, es va enfrontar als trirrems pòntics que retornaven de Creta i Hispània. El general romà sabia que la flota pòntica tornava al Pont després de perdre bastants vaixells a causa de les turmentes i en algunes batalles, de manera que els va interceptar prop de Tenedos amb 70 trirrems (els pòntics en tenien unes 80); els pòntics van tractar d'evitar el combat però no van poder i finalment es van enfrontar i els romans van obtenir la victòria, i així el que quedava de la flota de Mitridates fou destruït.
Cotta, mentrestant, continuava el setge d'Heraclea. Va utilitzar alguns contingents romans però principalment es valia d'auxiliars bitinis. Com que va patir nombroses baixes, va fer construir gran màquines de setge, inclosa una anomenada "tortuga" que va provocar molta intranquil·litat als habitants de la ciutat. La va dirigir contra una de les torres de la ciutat que semblava la més feble, però després de dos atacs la torre va romandre sencera i el cap de l'aparell fou posat fora de combat; això va animar als defensors i va descoratjar a Cotta que va pensar que la ciutat no podria ser mai ocupada; l'endemà Cotta va tornar a atacar amb les màquines de setge sense èxit i llavors va fer cremar les màquines i va arrestar els homes que les havien fetes. Va aixecar el seu camp deixant només una guàrdia davant les muralles i es va dirigir a la plana de Lycaea que li oferia un bon subministrament d'aliments, i des allí va devastar el territori d'Heraclea creant dificultats als seus habitants.
Heraclea va enviar llavors ambaixades al rei dels escites del Quersonès Tàuric, a la ciutat de Teodòsia i al Rei del Bòsfor Cimmeri, demanant la seva aliança, però els ambaixadors van tornar sense haver aconseguit res. Mentre la ciutat patia greument tant a l'interior de les muralles com pels atacs a l'exterior; la guarnició pòntica no es conformava amb la mateixa ració de menjar amb la qual sobrevivia el poble i per la força van obligar els encarregats a donar-los més menjar; el comandant Connacorex, en comptes de calmar els seus homes, fou encara més brutal que ells i els va encoratjar.
Després d'assolar el país Cotta va tornar a atacar les muralles, però com que els seus homes feien el ronsa, va abandonar el setge directe i va tornar a la tàctica d'impedir els subministraments; però calia evitar l'arribada per mar, i per això va demanar a Triarius que amb els seus trirrems bloquegés la ciutat per mar. Triarius amb els vaixells que tenia a disposició (en aquell moment 23) i 20 vaixells de Rodes, va anar a Heraclea. El dia que va arribar, Cotta es va tornar a presentar davant les muralles. Els heracleus es van alarmar per l'arribada de les naus i van enviar 30 dels seus propis vaixells a alta mar, però sense massa tripulació doncs la majoria dels homes es reservava per la defensa de la ciutat. Quan les dues flotes es van albirar, els rodis foren els primers a atacar; tres vaixells rodis i cinc heracleus es van enfonsar de seguida; llavors ja els vaixells romans es va unir al combat i encara que ambdós parts van patir pèrdues importants els heracleus van portar la pitjor part i van perdre 14 vaixells; la resta va haver de tornar a port. Els vaixells de Triarius es van establir a ambdós costats del port per prevenir l'entrada de vaixells amb subministraments. Cotta pel seu costat seguia al peu de les muralles amb un bloqueig total per terra.
Aviat la ciutat fou abocada a la fam; un coinix de gra fou venut per 80 àtics (dracmes). El canvi de dieta o un canvi climàtic va provocar una epidèmia, i va provocar moltes morts de diferents maneres; el mateix Lamacos va tenir una mort lenta i dolorosa; la guarnició va patir severament l'epidèmia i un miler dels seus membres van morir; Connacorex, davant aquestos desastres, va decidir retirar-se de la ciutat, comprant als romans la seva seguretat a canvi de lliurar Heraclea. Un partidari de Lamacos, de nom Damòfeles, que havia succeït a aquell com a cap de la guàrdia heracleua, el va secundar en els seus plans. Connacorex va fer un pacte amb Triarius, al que considerava menys opressiu que Cotta, i Damòfeles i va donar el consentiment. Una vegada arreglats els termes, les tropes pòntiques es van preparar a sortir de la ciutat, però el poble se'n va assabentar, es va reunir en assemblea i va convocar al cap de la guarnició. Connacorex es va entrevistar amb Britàgores, un dels principals ciutadans, erigit en cap del poble; Britàgores li va demanar de negociar amb Triarius un acord per la seguretat de tota la ciutat i no només per la guarnició, però Connacorex es va negar i va dir que havia tingut notícies que Mitridates havia estat ben acollit pel seu gendre Tigranes i s'estava preparant un exèrcit d'ajut; tot era mentida però els heracleus el van creure, perquè així desitjaven que fos. Aquella mateixa nit Connacorex i els seus homes es van embarcar en els trirrems i van sortir de la ciutat, que s'havia convingut que podrien fer-ho sense armes i sense botí. Seguidament Damòfeles va obrir les portes als romans i les forces de Triarius van entrar a Heraclea. Només llavors els heracleus es van adonar que havien estat abandonats i molts es van rendir i altres van morir lluitant. Les coses de valor foren confiscades i els ciutadans sotmesos a tota classe de brutalitats, perquè els romans es recordaven de les seves pèrdues i de les penalitats del període de setge. Ni tan sols els que es van refugiar als temples foren respectats i van morir als altars o al peu de les imatges dels déus.
Una part dels ciutadans es va escapar saltant les muralles i escampant-se per les terres de l'entorn, si bé molts es van haver d'entregar a Cotta, que llavors es va assabentar que la ciutat ja estava en mans de Triarius i tot el que havia passat a l'interior. Enfadat, va entrar a la ciutat, i el seu exèrcit va contribuir a les represàlies amb molta fúria, perquè a més a més se'ls havia privat de la gloria de la victòria, no van trobar ja res de valor per saquejar. Els dos exèrcits van estar a punt d'enfrontar-se, cosa que només es va evitar perquè Triarius es va mostrar conciliador amb Cotta i va prometre als seus homes una part del botí.
Connacorex, per seva banda, es va dirigir a Tios i Amastris, on va prendre el poder a les dues ciutats. Cotta va enviar Triarius a prendre les dues ciutats. D'altra banda, Cotta va tractar els que s'havien entregat i els presoners de guerra amb extrema crueltat i a la recerca de riqueses no va estalviar el saqueig dels temples als quals va prendre les millors estàtues i imatges. L'estàtua d'Hèrcules de la plaça del mercat fou carregada a un vaixell, juntament amb altres obres d'art, principalment ofrenes als temples, i se les va emportar. Després va ordenar incendiar la ciutat que va quedar destruïda en gran part. La ciutat havia aguantat un setge de dos anys.
Quan Triarius va arribar a Tios i Amastris, va permetre a Connacorex retirar-se de les dues ciutats sense armament com s'havia pactat, i seguidament en va prendre possessió sense cap oposició. Cotta pel seu costat va enviar la seva infanteria i cavalleria a Lucul·le, va reenviar als seus aliat als seus llocs d'origen, i va tornar a casa amb la flota; alguns dels vaixells que portaven el producte de l'espoli d'Heraclea es van enfonsar pel seu pes prop de la ciutat, i altres foren enviats pels vents cap als esculls del nord, de manera que bona part del carregament es va perdre.
Leonipos, a qui Mitridates havia encarregat Sinope, juntament amb Cleòcares, perduda tota esperança de resistència, va enviar un missatge a Lucul·le oferint retirar-se de la ciutat. Cleòcares i Seleuc (un altre general de Mitridates del mateix rang que Cleòcares i Leonipos) es van assabentar de la traïció de Leonipos i el van denunciar a una assemblea del poble, però la gent no els va creure perquè Leonipos semblava un home recte. Llavors Cleòcares i els seus amics, considerant el perill de Leonipos que gaudia del favor popular, el van assassinar de nit. Cleòcares es va fer càrrec del govern i va governar de manera tirànica, esperant escapar del càstig per l'assassinat mitjançant el terror. Mentre el romà Censorinus, al front d'una flota de 15 trirrems que venia des el Bòsfor carregat de gra per l'exèrcit romà, es va aturar prop de Sinope. Cleòcares i Seleuc van enviar contra ell alguns vaixells i en el combat naval que va seguir Cleòcares va obtenir la victòria i va capturar als 15 trirrems i el seu carregament; això el va consolidar en el poder en el qual esdevingué encara més brutal, matant a ciutadans de manera indiscriminada i realitzant altres actes de crueltat.
Aviat van esclatar discòrdies entre Cleòcares i Seleuc; aquest darrer considerava inútil resistir, i volia entregar la ciutat als romans a canvi d'una recompensa; Cleòcares era partidari de seguir la guerra; cap dels dos podia imposar-se a l'altre, però el que sí que van fer junts fou enviar les seves possessions en un vaixell de càrrega a Macares, el fill de Mitridates, que era a la rodalia de la Còlquida. No va trigar Lucul·le a presentar-se davant Sinope que va quedar assetjada. Macares va enviar delegats a Lucul·le demanant la seva amistat i una aliança i el general romà va acceptar però amb la condició que Macares no envies subministraments a l'assetjada Sinope. Macares no solament va acomplir aquesta condició sinó que fins i tot va enviar els subministraments que tenia preparats per la ciutat al mateix Lucul·le. Assabentats d'això, Cleòcares i els seus amics van perdre tota esperança; a la nit va carregar tot el que va poder del tresor que restava a la ciutat a un vaixell i va donar permís als seus soldats per saquejar Sinope; després de cremar els vaixells que no necessitava, Cleòcares es va embarcar cap al territori dels saneges i dels laz; quant Lucul·le va veure les flames dels vaixells va comprendre que havia passat i va ordenar l'assalt a les muralles, i en poc temps els romans foren dins la ciutat i un gran nombre d'habitants de Sinope van morir, però Lucul·le va tenir pietat i va fer parar la matança. Amasia fou la darrera ciutat que encara resistia però una mica després es va rendir als romans.
Mitridates va estar a Armènia un any i vuit mesos, sense ser rebut per Tigranes. Finalment, en conflicte amb els romans, el rei armeni es va veure obligat a donar-li audiència; ambdós es van trobar en una gran parada i Mitridates va tenir una benvinguda reial; els dos reis van estar tres dies reunits en converses secretes; Tigranes va oferir al seu sogre un esplèndid banquet i el va enviar al Pont amb deu mil cavallers.
Lucul·le estava avançant per Capadòcia, el rei de la qual Ariobarzanes I Philoromaios era el seu aliat, quant va creuar l'Eufrates i va arribar a una ciutat on li havien dit que Tigranes tenia a les seves concubines així com valuoses possessions. També va enviar un destacament a assetjar Tigranocerta, i un tercer a atacar altres llocs. Tigranes, que es veia atacat en diversos fronts, va cridar a Mitridates, i va enviar un exèrcit a la ciutat on tenia les seves concubines, i els arquers van impedir als romans sortir del seu camp i es va poder treure a les concubines i el tresor durant la nit, però de dia els romans i tracis van atacar l'exèrcit armeni i molts van resultar mort; també molts armenis foren fets presoners; però un destacament amb les concubines i el tresor va poder arribar a Tigranes sa i estalvi. El rei va reunir un exèrcit de vuitanta mil homes que va dirigir cap a Tigranocerta per aixecar el setge; quan va arribar a la ciutat va veure que els assetjants eren pocs i el camp molt petit i va dir "quan venen com a ambaixadors en venen massa; quan venen a lluitar en venen pocs"; després va acampar prop dels romans; Lucul·le va enviar el seu exèrcit a la zona i es va dirigir als seus homes per encoratjar-los; en la batalla que va seguir els romans van ser victoriosos, primer sobre l'ala dreta dels armenis i després posant en fugida a la resta de l'exèrcit, presa del pànic. Tigranes va abdicar la corona en el seu fill i es va refugiar en una de les seves fortaleses. Lucul·le va reprendre el setge de Tigranocerta fins que els generals encarregats de la defensa es van rendir a canvi de la seva pròpia seguretat. Però mentre Mitridates tornava a ser rei i gaudia de nou d'un considerable poder, i va retornar l'ànim als armenis; Mitridates va encoratjar a Tigranes a reunir un nou exèrcit, i això es va fer; Mitridates fou posat al front de l'exèrcit armeni, confiant amb la seva noblesa i intel·ligència i perquè semblava el més capacitat per portar la guerra contra els romans. Tigranes va enviar una ambaixada al rei Fraates III de Pàrtia (69 aC-57 aC) al que va oferir Mesopotàmia, Adiabene i altres territoris a canvi del seu ajut. El rei va rebre part quasi al mateix temps enviats de Lucul·le i va fingir a ambdós ser el seu amic.
Cotta va arribar a Roma, i fou honorat pel senat amb el títol de "Ponticus imperator", per la seva conquesta d'Heraclea. Però llavors va arribar l'acusació que havia destruït la ciutat en benefici personal i, com que la seva riquesa despertava enveges, va ser objecte de mostres d'odi. Per evitar la gelosia va cedir molta part del saqueig d'Heraclea a la ciutat de Roma, però això no va fer variar l'opinió dels seus conciutadans que pensaven que en donava una mica però se'n quedava la major part. El senat va votar per l'alliberament dels presoners d'Heraclea. Un dels heracleus, Trasímedes, va fer l'acusació contra Cotta a l'assemblea, descrivint la bona voluntat de la ciutat amb els romans, al·legant que si la ciutat havia actuat en contra no era pels desitjos del poble sinó per imposició dels que havien estat posat al davant dels afers o per coacció dels enemics; va explicar l'incendi de la ciutat i com Cotta havia agafat les estàtues com botí i buidat els temples, així com la resta d'atrocitats fetes per aquest home des que va entrar a la ciutat; Trasímenes va insistir en la gran quantitat d'or i plata i altres tresors de la ciutat que Cotta havia pres per a ell mateix i va fer aquest discurs en mig de grans lamentacions i d'esquinçar-se els vestits, mentre una gran quantitat de captius estava parada en un lloc proper, els homes i les dones amb els nens vestits de dol i portant branques d'olivera en senyal de suplica. En resposta Cotta va fer una curta explicació en llatí i es va asseure. Carbó es va aixecar i va dir que Cotta tenia ordres de prendre Heraclea però no de destruir-la i llavors altres oradors es van aixecar per censurar a Cotta. Molta gent pensava que el càstig adequat per Cotta era l'exili però finalment només fou expulsat del Senat, un càstig menor. Heraclea fou restaurada pel senat en el seu territori i es va votar que cap heracleu podria ser fet esclau.
Després, sota la guia de Trasímedes, els heracleus van retornar al seu país. Trasímedes, Britàgores i el fill d'aquest, Pròpilos, es van quedar un temps a Roma per atendre a les primeres necessitats dels retornats i uns anys després van tornar també a Heraclea, on van ajudar a la reconstrucció; tots i els esforços fets, només es van poder reunir vuit mil pobladors. Amb el temps, el poder de la ciutat va quedar en mans de Britàgores, que va establir la democràcia. Uns anys després, quan ja Juli Cèsar era al poder, Britàgores li va enviar una ambaixada, i va entrar en bona amistat amb el líder romà, però no en va obtenir la condició de ciutat lliure perquè Cèsar no era a Roma sinó que estava ocupat en altres llocs. Durant dotze anys Britàgores i Pròpilos van esperar ser rebuts per Cèsar a Roma, i just quan aquest anava a tornar a la capital imperial, va morir Britàgores, ja vell, cosa que va causar gran consternació a la seva ciutat natal.

## Altres detalls
Després de la seva destrucció per Cotta, Heraclea fou reconstruïda, però ja va ser una ciutat de segon ordre sense gaire importància.
Fou la ciutat on van néixer Heràclides d'Heraclea o Heràclides Pòntic, i el filòsof Dionís d'Heraclea. Correspon a la moderna ciutat turca d'Erekli.